# Digama lineata
Digama lineata là một loài bướm đêm thuộc phân họ Arctiinae, họ Erebidae.